# Geneza religii
Geneza religii – dział religioznawstwa. Interdyscyplinarna dziedzina nauki mająca na celu krytyczne rozpatrzenie pochodzenia religii. 
Celem tej nauki nie jest analiza konkretnej religii lub wyznania, ale religii w pojęciu ogólnym jako fenomenu uniwersalnego. Metodologia nauki korzysta więc z takich dziedzin jak: filozofia, teologia, historia, socjologia, geografia, antropologia, psychologia itp. 	
W zależności od uzyskanej krytyki i odpowiedzi dotyczących zależności między religią a życiem człowieka teorie genezy religii dzielą się na: 
1. teorie naturalistyczne (hipotezy przyrodniczo-gnozeologiczne, psychologiczne, socjologiczne),
2. teorie ewolucjonistyczne (magizm, animizm, manizm, fetyszyzm),
3. teorie filozoficzno-teologiczne (praobjawienie, epifania, transcendencja, homo religiosus).